# Happy (киберспортсмен)
Дмитрий Юрьевич Костин (17 июня 1991, Москва, СССР) — российский киберспортсмен по играм Starcraft II и Warcraft III: The Frozen Throne. Известен под ником «Happy».

## Профессиональная карьера
В одном из интервью Дмитрий Костин рассказал о происхождении своего никнейма: некоторые его знакомые считали, что он выглядит несчастным. Поэтому он выбрал никнейм, который бы опровергал это (англ. Happy — счастье, радость).
По словам самого Костина, желание выигрывать турниры оформилось ближе к 2006 году, хотя до этого он уже некоторое время играл в Warcraft III: The Frozen Throne.
Из-за ограничений по возрасту, Костин не мог участвовать на некоторых крупных турнирах, в частности на World Cyber Games, до 2007—2008 годов. Однако это не являлось ограничением на онлайновых турнирах. Так, он участвовал на нескольких Incup’ах — в финале весеннего сезона 2006 года он занял второе место, победив по пути известных тогда киберспортсменов — SoJu, SaSe и Satiini — и проиграв в финале Check’у. В финале зимнего сезона 2006—2007 он вышел в полуфинал, где проиграл Пак Чуну («Lyn») и Rob’у.
Костин был участником отборочных на Battle.net Season 4, однако не принял в них участия. Также по различным причинам (в частности, из-за отсутствия визы) в том турнире не смогли принять участие и другие российские киберспортсмены, в их числе были Андрей «Deadman» Соболев и Михаил «Xyligan» Рябков.
Дмитрий Костин сражался с Михайлом Новопашином («HoT») в турнире WC3L King of the Hill (с англ. — «Король горы»), но проиграл со счётом 3:0.
Его без отборочных приняли в сборную России в национальном турнире European Nations Championship 2007. Также он прошёл отборочные на 15-й сезон Clanbase Eurocup, но проиграл в Play-Off стадии SaSe’у и Tresh’у. Он участвовал на российских отборочных ESWC 2007, заняв на них 4-е место. На российских отборочных Extreme Masters II и на отборочных на LAN-финал этого турнира он не проиграл ни одной игры. На финалах же этого турнира он занял 6-е место, проиграв Йоану Мерло («ToD»), Но Джэуку («Lucifer») и Манюэлю Схенкхёйзену («Grubby»). На европейских отборочных Blizzard 2008 Tournament Дмитрий Костин занял первое место, на самом же турнире он занял 3-е место, проиграв Педро Дюрану («Lucifron») и Чжон Паку («Lyn»).
На WCG Костин впервые принял участие в 2008 году, где занял первое место в онлайновых российских отборочных, но проиграл в российском финале Sting’у, не сумев получить квоту на Грандфинал. Однако, из-за проблемы с визами у Sting’а и других игроков, квота все же была отдана Дмитрию, и он отправился на Грандфинал, где занял 3-е место. Через год, на турнире WCG 2009 он занял 4-е место. В 2010 году он должен был принять участие на турнире BlizzCon 2010, но не смог этого сделать из-за проблем с самолётом.
Во время российского финала WCG 2010 Дмитрий Костин заявил, что будет пробовать играть профессионально в StarCraft II.
На чемпионате ASUS Spring 2011 он занял второе место. На чемпионате DreamHack Summer 2011 не смог выйти из группы, проиграв HayprO, MaNa и Bomber. Занял первое место на российских отборочных WCG 2011 года по Starcraft II. Затем Дмитрий решил уйти из большого киберспорта, чтобы заняться карьерой стримера.
На протяжении семи лет он не играл на сцене перед большим количеством зрителей, однако в апреле 2019 года Happy отправился на берлинский mTw Legendary Cup, занял там первое место. На волне возросшего интереса Костина уговорили пройти квалификацию на Warcraft Gold League в Китае, которую он с легкостью выиграл. В основном раунде он без проблем преодолел групповой этап, затем остался единственным европейцем в раунде плей-офф. В финале ему противостоял именитый Чан «Moon» Джэ Хо. Moon – член Зала славы киберспорта, один из самых титулованных и опытных варкрафтеров, легендарный игрок за эльфов. На первой карте Happy не смог реализовать юнитов и потерпел поражение, но потом сумел взять три напряженные игры подряд. За первое место Дмитрию Костину дали чек на 200 тысяч юаней (около 29 тысяч долларов). Он стал первым европейским чемпионом WGL. В августе 2019 года Дмитрий «Happy» Костин стал игроком китайской организации Lucky Future. Это стала первая профессиональная команда Happy за последние пять лет.
В марте 2020 года Дмитрий выиграл турнир Douyu Yule Cup 4 по Warсraft III, победив в финале Жо Жу LawLiet Ёна со счётом 3:1. Сразу после этого успеха, он выиграл турнир ToD Invitational по оригинальному Warcraft III, обыграв в финале украинского игрока Андрея «Foggy» Корня со счетом 3:1.

## Команды
До вступления в mousesports Дмитрий Костин играл в российской команде es4x, которая распалась, не сумев пройти квалификацию в регулярный сезон.
Первой профессиональной командой Happy стала mousesports, в которой он состоял два года.
В ней он играл вместе с такими игроками, как ToD, TH000 и Fly100%. После ухода из mouz он около месяца играл за MeetYourMakers, однако из-за развала последней остался без команды. Через некоторое время Костин вступил в команду Evil Geniuses, где играл чуть меньше года. До октября 2014 года состоял в команде Empire.
- mouz — с июня 2006 по июль 2008[26][27]
- MYM — с февраля по март 2009[28][29]
- EG — с апреля 2009 по январь 2010[30][31]
- без команды — с января 2010 по март 2011[32]
- Empire — с 31 марта 2011 по октябрь 2014[32][33]
- Lucky Future — c августа 2019 по апрель 2020[34]

## Список достижений

### Warcraft 3
2006:
- 2 место Incup Spring Season 2006[3]
- квота на европейские отборочные Battle.net season 4[35]

2007:
- 4 место Incup Winter Season 2006—2007[4]
- 4 место ESWC Россия 2007[36]

2008:
- 6 место Extreme Masters Season 2 Finals 2008[37]
- ТОП4 AWL4 Европа[38]
- 1 место BlizzCon 2008 Европейская квалификация[39]
- 3 место BlizzCon 2008[40]
- 1 место ESWC 2008 Россия[41]
- 1 место WCG 2008 Россия Online[42]
- 5-8 место WCG 2008 Россия[43]
- 3 место WCG 2008[44]
- 1 место Samsung Note PC Challenge Ноябрь[45]
- 2 место Samsung Note PC Challenge Декабрь[46]

2009:
- 5-6 место PGL[47]
- 4 место ESWC Asia Masters of Cheonan[48]
- 1 место WCG 2009 Россия[49]
- 4 место WCG 2009[50]
- 4 место IEST 2009[51]

2010:
- 4 место ESWC 2010[52]
- 1 место WCG 2010 Россия
- 4 место eStars Seoul 2010[53]
- 2 место Battle.net Season 8
Европейская квалификация[54]
- 5-8 место WCG 2010[55]

2019:
- 1 место mTw Legendary Cup[56]
- 1 место Warcraft Gold League 2019 Summer Season[57]

2020:
- 1 место Douyu Yule Cup 4[24]
- 1 место ToD Invitational[25]

2022:
- 1 место Rejuvenation Cup — Season 1[58][неавторитетный источник]

### StarCraft II
2011:
- 2 место ASUS Spring 2011: StarCraft2[18]
- 5 место WCG 2011 Россия (Московские отборочные)[59]
- 1 место WCG 2011 Россия[20]